# Song Ki-won
Song Ki-won (Seúl, 1 de julio de 1947-31 de julio de 2024) fue un poeta y novelista surcoreano.

## Biografía
Song Ki-won nació el 1 de julio de 1947 en una aldea campesina de la provincia de Jeolla del Sur. En 1966, cuando era estudiante en la Escuela Preparatoria Joseon, su poema "Campo de flores" (Kkotbat) fue premiado en el concurso nacional de escritura patrocinado por la Universidad de Corea. Posteriormente su poema "Canción del viento" (Baramui norae) fue escogido en un concurso similar por la Escuela Sorabol de Arte y en 1967 su poema "La noche en vela" (Bulmyeonui bame) ganó un premio en el concurso literario de primavera del periódico Chonnam Daily. En 1968 entró en la Escuela Sorabol de Arte gracias al resultado del concurso. Su vida personal fue más revuelta. Lo crio su padrastro después del divorcio de sus padres. Su padre biológico, que era alcohólico y adicto al opio, se tumbó en las vías del tren estando ebrio y perdió la vida cuando Song Ki-won tenía dieciocho años. Era un joven inquieto y a menudo se metía en problemas por pelearse con sus compañeros de clase, pero también ganaba siempre los concursos anuales de composición literaria y se le reconoció su talento literario desde muy joven. Aunque tenía una visión despectiva de sí mismo por tener "mala sangre", su juventud se vio impulsada por sus ganas de ser un escritor profesional. 
Song Giwon se ofreció voluntario para participar en la Guerra de Vietnam en 1970, pero se contagió de malaria y volvió a Corea después de estar en el hospital. Song describe su experiencia en Vietnam como un periodo autodestructivo en su vida, en el que estuvo a las puertas de la muerte. Después de casi perder la vida, empezó a escribir poemas y novelas en 1974. Al principio de su carrera como escritor, se centró en la situación de opresión política de Corea. Su instinto autodestructivo surgió de nuevo, esta vez como "resistencia". A finales de la década de 1970, usó su talento literario como figura destacada en la "Declaración de la Situación Política Nacional". Fue encarcelado en 1980 por su implicación en el Incidente Kim Dae-Jung. Después ayudó a planificar y publicar varios semanarios progresistas (Silcheon munhak, Minjung Gyoyuk, Nodong munhak, etc.). Esto hizo que dejara de escribir por un tiempo.
A partir de la década de 1990 pudo volver a dedicarse únicamente a la escritura creativa. Después de sus viajes a la India y a Myanmar en 1997, quedó cautivado por el budismo y empezó a escribir sobre él. También ha sido un activo poeta. Actualmente es profesor honorífico de creación literaria de la Universidad Chung-Ang.

## Obra
La serie de poemas "En Wolmunli" que escribió al principio de su carrera afirma la enorme distancia que hay entre campesinos e intelectuales y sigue el proceso de descubrir la sabiduría que se esconde en las vidas de los primeros. Desde la perspectiva de un observador en primera persona, el autor describe las condiciones sociales de los campesinos y subraya el trabajo como la actividad que media entre el hombre y la naturaleza. De este modo, confirma el poder de la tierra y explora las posibilidades de una conexión entre intelectuales y campesinos.
"En Wolmunli IV" (Wolmunlieseo IV) se habla al final de un viejo hombre de Corea del Norte, Cho Mandol, que no muestra interés en la política a pesar de que la nación entera clama por la reunión de las familias separadas, pero repentinamente decide ir en busca de su hermano menor. Esta última escena es particularmente impactante, pues captura la vida de los campesinos y su sabiduría duramente cultivada, que son lo que lo sustentan sin quebranto en los tiempos más turbulentos. En el relato "De nuevo en Wolmunli" con el que concluye la serie Wolmunli, la escena en la que el protagonista se entera en prisión de la muerte de su madre se yuxtapone repetidas veces con la escena de la visita a su tumba hasta que concluye con la convicción del protagonista de que no vivirá tan fácilmente como su madre. Su última obra Iré a ti, ven a mí (Neoege gama naege ora) se desarrolla en un mercado y describe las penas de la gente común en su búsqueda del amor y la esperanza. A pesar de que sus vidas están manchadas por la desesperación, la locura y la violencia, el autor describe sus comportamientos corruptos como originados en su desolación y no en una naturaleza corrupta. El estilo lírico de Song es particularmente efectivo aquí en describir sus vidas grotescas, poseedoras de una belleza deslumbrante y persistente.

## Premios
- Premio Primavera de Literatura por "La noche en vela"
- Premio Primavera de Literatura del periódico, por "Canto de recuperación", 1974
- Premio Primavera del periódico Joong-ang Ilbo por "Biblia fuera de los límites", 1974
- Premio del Fondo de Creación Literaria de Shin Dong Hyup por "Hermoso rostro", 1983
- Premio Dong-in de Literatura por "Hermoso rostro", 1993
- Premio Oh Young Soo de literatura, 2001
- Premio Daesan de Literatura, 2003 por "Perfume de ser humano"
- Premio Kim Dongri de literatura, 2003

## Obras en coreano
- Cuando se rompa tu piel y brille la poesía, Silchunmunhaksa, 1983.
- Hojas rojizas del corazón, Changjakkwabipyongsa, 1990.
- Flores mías que nunca he visto, Random House, Joong-ang, 2006.